# خادم الويب الشخصي من مايكروسوفت
خادم الويب الشخصي من مايكروسوفت Microsoft Personal Web Server (PWS)  تعد عبارة عن برنامج خادم ويب لنظم تشغيل ويندوز. يحتوي على ميزات أقل  من خدمات معلومات الإنترنت من مايكروسوفت ويندوزمايكروسوفت ويندوز Microsoft's Internet Information Services  (IIS) وقد تم استبدال وظائفها بواسطة IIS و Visual Studio. تدعم مايكروسوفت رسميًا PWS على أنظمة التشغيل ويندوز 98 ويندوز 98SE  95 و وينويندوز 95دوز NT 4.0.ويندوز 2000
تم إنشاء خادم الويب الشخصي من قبل Vermeer Technologies ، وهي نفس الشركة التي قامت بإنشاء مايكروسفت فورنت بيج Microsoft FrontPage قبل أن يتم اكتسابها بواسطة مايكروسفت . تم تثبيته بواسطة إصدارات مايكروسوفت فرونت بيج من 1.1 إلى 98 أيضاً. NT Workstation 4.0 التي يتم شحنها مع نظير خدمات الويب )Peer Web Services( ، والتي كانت تستند إلى IIS 2.0 و 3.0. مع IIS 4.0 ، تمت إعادة تسمية هذا خادم الويب الشخصي ليكون متناسقاً مع الاسم المستخدم في 95/98.
NT Workstation 4.0 التي يتم شحنها مع Peer Web Services ، والتي كانت تستند إلى IIS 2.0 و 3.0. مع IIS 4.0 ، تمت إعادة تسمية هذا خادم الويب الشخصي ليكون متناسقاً مع الاسم المستخدم في 95/98.
منذ ويندوز 2000 ، تمت إعادة تسمية PWS نفس اسم IIS المستخدم في إصدارات خادم ويندوز كمكون ويندوز قياسي. لا يدعم Windows ME و Windows XP Home Edition PWS أو IIS ، على الرغم من إمكانية تثبيت PWS على Windows ME. في الإصدارات الأخرى من نظام التشغيل Windows XP ، يتم تضمين IIS كمعيار قياسي.
قبل مايكروسفت فجول ستديو 2005 ، كان PWS مفيدًا في تطوير تطبيقات الويب على المضيف المحلي قبل النشر إلى خادم ويب إنتاج. يحتوي IDE من فجول ستديو 2005 (والإصدارات الأحدث) الآن يحتوي على خادم الويب خفيفة الوزن المدمج في لأغراض التنمية. 
يتم دعم FTP و SMTP و HTTP ولغات الويب المعتادة مثل PHP و Perl بواسطة PWS. كما يدعم اتفاقيات واجهة بوابة مشتركة CGI (Common Gateway Interface) الأساسية ومجموعة فرعية من ASP التقليدية . باستخدام هذه التقنيات ، تستطيع تطبيقات الويب التي تعمل على PWS تنفيذ وتفسير استعلامات ونتائج قاعدة البيانات. 
أنتجت مايكروسوفت أيضا نسخة من خادم الويب الشخصي لماكنتوش على أساس رمز المكتسب في استحواذها على البرامج ResNova في نوفمبر 1996.